# Wacław Szymański (rotmistrz)
Wacław Szymański (ur. 23 sierpnia 1896 w Komorzu, zm. 17 kwietnia 1965 w Bydgoszczy) – polski rolnik, kapitan taborów Wojska Polskiego, działacz niepodległościowy, kawaler Orderu Virtuti Militari.

## Życiorys
Urodził się 23 sierpnia 1896 w Komorzu, w powiecie jarocińskim, w rodzinie Władysława i Alesandry z Krzymińskich. W 1911 wstąpił do Towarzystwa Tomasza Zana, a w 1912 w Poznaniu zajął się organizacją skautingu. W 1913 otrzymał świadectwo maturalne w Królewskim Gimnazjum Augusty Wiktorii. 1 października 1913 został powołany do Armii Cesarstwa Niemieckiego w której miał odbyć roczną służbę wojskową. Do listopada 1918 przebywał na froncie i otrzymał awans na stopień podporucznika. 
Od 12 listopada 1918 w Poznaniu działał w Polskiej Organizacji Wojskowej, a od 27 grudnia brał udział w powstaniu wielkopolskim. W 1920 dowodząc kompanią podczas wojny polsko-bolszewickiej został z Ławicy skierowany na front, gdzie otrzymał przydział do baonu lotniczego. Otrzymał awans na stopień porucznika, a następnie został wyznaczony na dowódcę kompanii zwiadowców w 28 pułku piechoty. 12 września 1920 biorąc udział w bitwie pod Sokalem zatrzymał baon 30 pułku piechoty rozpoczynający manewr wycofania się z linii frontu, który „zebrał, uporządkował i zmusił do powrotu do linii bojowej, przez co zamknął lukę i nie pozwolił nieprzyjacielowi przerwać się”. 19 września dowodząc oddziałem konnych zwiadowców 28 oraz 29 pułku piechoty jadąc w kierunku Krzemieńca zabrał z sobą kilku zwiadowców z którymi zapobiegł zniszczenie mostu na Ikwie przez oddział bolszewickich żołnierzy. Podczas potyczki został ciężko ranny. Za czyn ten został wyróżniony nadaniem Krzyża Srebrnego Orderu Virtuti Militari.
W 1921 posiadając 50% inwalidztwa został zwolniony do rezerwy. 8 stycznia 1924 został zatwierdzony w stopniu kapitana ze starszeństwem z 1 czerwca 1919 i 22. lokatą w korpusie oficerów rezerwy taborowych. Posiadał wówczas przydział w rezerwie do 3 dywizjonu taborów w Sokółce.
Od lipca 1921 dzierżawił państwowy majątek Dąbrówka-Ludomska. Był działaczem organizacji kombatanckich. W Przysposobieniu Wojskowym pełnił stanowiska dowódcy kompanii, zastępcy dowódcy baonu oraz dowódcy 5 pułku rezerwowego (1933). Prezes Związku Oficerów Rezerwy RP oraz innych. Na Uniwersytecie Poznańskim ukończył studia rolnicze. Podczas okupacji przebywał na terenie Generalnego Gubernatorstwa. Po zakończeniu wojny zamieszkał w Bydgoszczy, gdzie zmarł i został pochowany.
Ożenił się z Anną Jaranowską i mieli dzieci: Mirosława, Juliusza oraz Hannę. 

## Ordery i odznaczenia
- Krzyż Srebrny Orderu Wojskowego Virtuti Militari nr 621[2][4] – 28 lutego 1921[10]
- Krzyż Niepodległości – 28 grudnia 1933 „za pracę w dziele odzyskania niepodległości”[11], zamiast nadanego uprzednio (25 lutego 1932) Medalu Niepodległości[12][13][14]
- Srebrny Krzyż Zasługi – 7 listopada 1929 „za zasługi na polu przysposobienia wojskowego i wychowania fizycznego”[15][16][4]
- Medal Pamiątkowy za Wojnę 1918–1921[16]
- Odznaka za Rany i Kontuzje z jedną gwiazdką[17]